# DJ Ware
Danny "DJ" Ware (18 de fevereiro de 1985, Rockmart, Geórgia) é um jogador profissional de futebol americano estadunidense que foi campeão da temporada de 2007 e de 2011 da National Football League jogando pelo New York Giants.